# Bert Nijenhuis
Bert Nijenhuis (Hengelo, 21 maart 1960) is een Nederlandse beeldhouwer.

## Leven en werk
Nijenhuis werd in 1960 in het Overijsselse Hengelo geboren. Hij werd opgeleid tot beeldend kunstenaar aan de Academie voor Kunst en Industrie in Enschede. Hij vestigde zich als beeldhouwer in Boekelo. Nijenhuis maakt beelden in brons, steenzout en in een combinatie van brons en keramiek. Daarnaast vervaardigt hij ook tekeningen met behulp van een deoroller.
Werken van Nijenhuis zijn verspreid over Nederland in de publieke ruimte te vinden. Zijn werk werd geëxposeerd in onder meer musea in Almelo, Elburg, Enschede, Oldenzaal en Utrecht.

## Werken van Nijenhuis in de publieke ruimte (selectie)
- 1985 - Vrede en vrijheid een blijvend verlangen (oorlogsmonument) - Hengevelde
- 1989 - Peinzend figuur - Olst
- 1989 - Meningvormend figuur - Papendrecht
- 1996 - Joods monument - Haaksbergen
- 1994 - Idolen	- Almelo
- 1995 - De vlag van Boekelo (bevrijdingsmonument) - Boekelo
- 1995 - De vlag van Deurningen (bevrijdingsmonument) - Deurningen
- 1998 - De Wolf - Wolvega
- 2004 - Het lijkt wel een koning - Hengelo
- 2013 - Kijk zelf maar - Boekelo

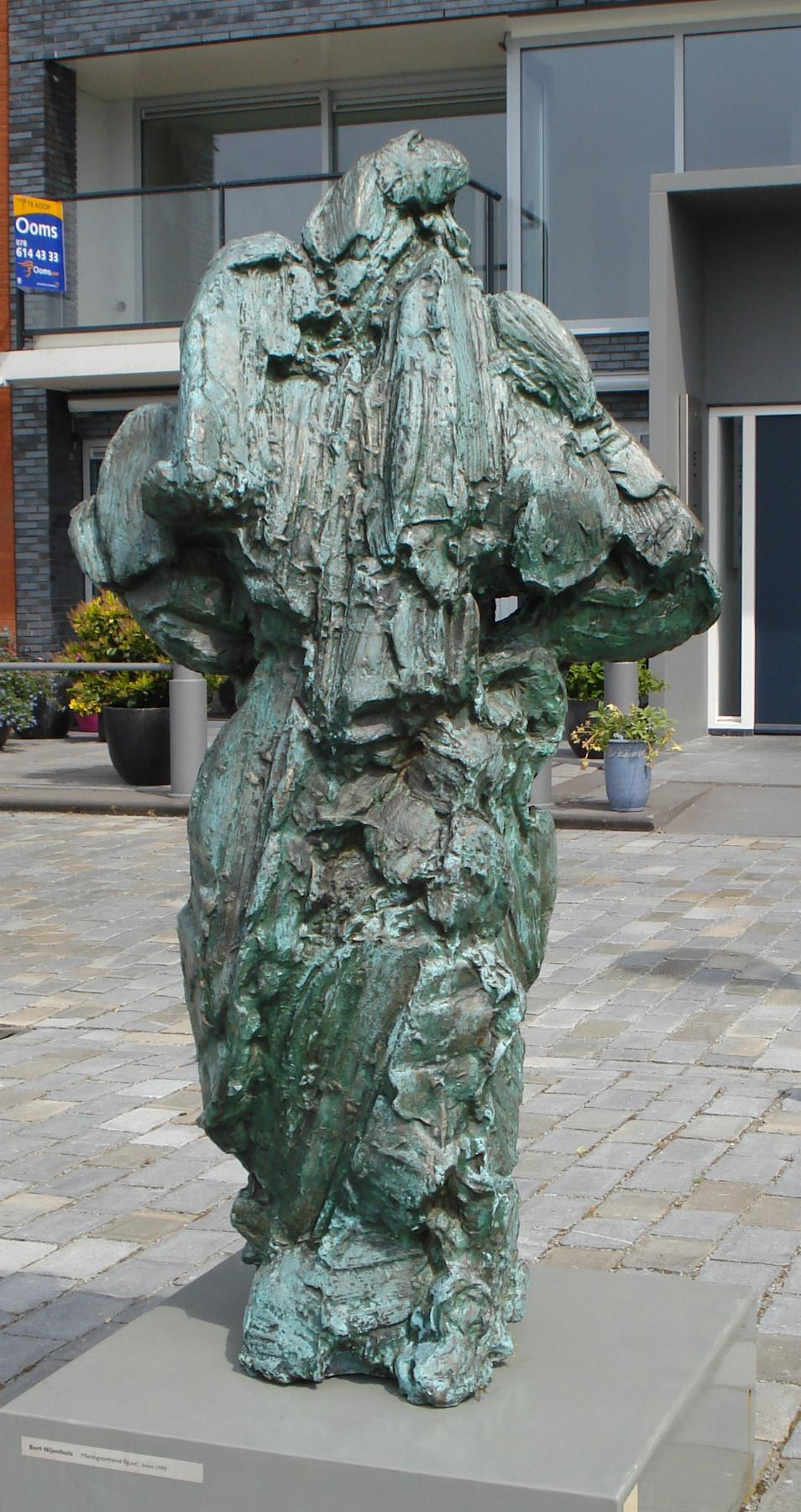
Meningvormend figuur (1989, Papendrecht)
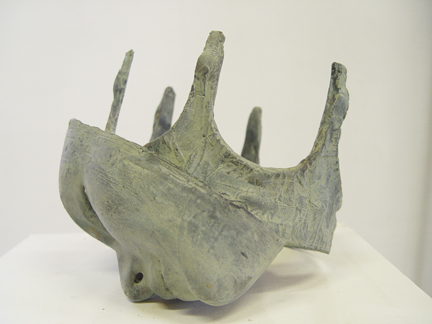
The Lie (of "eerst valt het masker en dan valt de kroon"; 2006)

- RKD-Nederlands Instituut voor Kunstgeschiedenis: 59592